# Basyl Schaqypow
Basyl Schamuqanuly Schaqypow (kasachisch Базыл Шамұқанұлы Жақыпов, russisch Базыл Шамуханович Жакупов; * 5. Januar 1965 in Kasgorodok, Kasachische SSR; † 4. Oktober 2021) war ein kasachischer Politiker.

## Leben
Basyl Schaqypow wurde 1965 im Dorf Kasgorodok (heute Terissaqqan, Gebiet Aqmola) im ehemaligen Gebiet Torghai geboren. Er machte 1991 seinen Hochschulabschluss in Agrarwissenschaften am Landwirtschaftlichen Institut in Zelinograd. 2006 folgte ein weiterer Abschluss an der Akademie für Wirtschaft und Statistik in Almaty.
Schaqypow begann nach seinem Schulabschluss zunächst in der Viehzucht zu arbeiten, bevor er zwischen 1983 und 1985 seinen Wehrdienst in der sowjetischen Armee leistete. Nach seinem Hochschulabschluss war er zunächst im Agrarsektor tätig und wurde dann Leiter des staatlichen landwirtschaftlichen Betriebes Woschod im Gebiet Torghai. Ab 1996 war er Direktor des staatlichen Betriebes Tersakan und ab 1998 des Betriebes Solotaja niwa. Zwischen 2000 und 2003 war Schaqypow Direktor von Kuantum.
Ab 2004 war Schaqypow im öffentlichen Dienst tätig. Seine erste Position im öffentlichen Dienst war als Leiter der Direktion für Landwirtschaft und Ernährung in der Kreisverwaltung Qarabalyq im Gebiet Qostanai. Im selben Jahr wurde er außerdem stellvertretender Äkim des Kreises Qarabalyq. 2008 wurde er stellvertretender Bürgermeister der Stadt Qostanai und im Februar 2009 wurde er Äkim des Kreises Mengdiqara im Gebiet Qostanai. Dieses Amt übte er drei Jahre lang aus, bevor er im Februar 2012 stellvertretender Äkim (Gouverneur) des Gebietes Qostanai wurde. Ab dem 23. September 2015 war er Äkim (Bürgermeister) der Stadt Qostanai. Im Februar 2019 trat er von seinem Amt als Bürgermeister zurück.